# گلیفادا
شهر گلیفادا در استان آتیک در کشور یونان واقع شده است که دارای جمعیت ۹۲٬۷۸۵  نفر می‌باشد.